# Идея (дочь Дардана)
Идея (др.-греч. Ἰδαία) — персонаж древнегреческой мифологии. 
Дочь скифского царя Дардана. Жена Финея из Фракии. Оклеветала своих пасынков Плексиппа и Пандиона, утверждая, что те хотят её соблазнить. Финей в гневе ослепил своих сыновей и заточил их.
Когда Бореады освободили сыновей Финея, Геракл убедил их отправить её в Скифию к отцу, и тот присудил дочь к смерти. Разные авторы также называют её Дия, Еврития и Эйдотея.